# 洛伦·阿克顿
洛伦·威尔伯·阿克顿（英語：Loren Wilber Acton，1936年3月7日—），出生于蒙大拿州刘易斯敦，美国物理学家、美国航空航天局宇航员。
1985年7月29日，阿克顿搭乘挑战者号航天飞机前往太空执行STS-51-F次任务。